# Lathrothele
Lathrothele is een geslacht van spinnen uit de familie Dipluridae.

## Soorten
De volgende soorten zijn bij het geslacht ingedeeld:
- Lathrothele catamita (Simon, 1907)
- Lathrothele cavernicola Benoit, 1965
- Lathrothele grabensis Benoit, 1965
- Lathrothele jezequeli Benoit, 1965
- Lathrothele mitonae Bäckstam, Drolshagen & Seiter, 2013